# Operation Lam Son 719
Schlacht um Tua Hai (1960) – Schlacht um Ap Bac (1963) – Schlacht von Nam Dong (1964) – Tonkin-Zwischenfall (1964) – Operation Flaming Dart (1965) – Operation Rolling Thunder (1965–68) – Schlacht von Dong Xoai (1965) – Schlacht im Ia-Drang-Tal (1965) – Operation Crimp (1966) – Operation Hastings (1966) – Schlacht von Long Tan (1966) – Operation Attleboro (1966) – Operation Cedar Falls (1967) – Schlacht um Hügel 881 (1967) – Schlacht bei Dak To (1967) – Schlacht um Khe Sanh (1968) – Tet-Offensive (1968) – Schlacht um Huế (1968) – Operation Speedy Express (1968/69) – Operation Dewey Canyon (1969) – Schlacht am Hamburger Hill (1969) – Operation Menu (1969/70) – Operation Lam Son 719 (1971) – Schlacht um FSB Mary Ann (1971) – Schlacht um Quảng Trị (1972) – Operation Linebacker (1972) – Operation Linebacker II (1972) – Schlacht von Xuan Loc (1975) – Operation Frequent Wind (1975)
Operation Lam Son 719 (vietnamesisch Chiến dịch Lam Sơn 719) war eine während des Vietnamkrieges im südvietnamesisch-laotischen Grenzgebiet stattfindende Offensive der Armee der Republik Vietnam (ARVN). Sie begann am 8. Februar und endete am 24. März 1971. Das militärische Ziel war die Zerstörung der Nachschubwege der nordvietnamesischen Armee in Südostlaos über den Ho-Chi-Minh-Pfad. Das politische Ziel des Vorstoßes war, Nordvietnam an den Verhandlungstisch zu zwingen, der Weltöffentlichkeit den Erfolg der „Vietnamisierung“ des Krieges zu verdeutlichen und dem Saigoner Regime Zeit zu verschaffen.
Zu diesem Zweck überschritten mehr als 20.000 südvietnamesische Soldaten die Grenzen zum nordwestlich gelegenen Laos und eroberten die rund 30 km von der Grenze entfernte kleine Stadt Xépôn (ເຊໂປນ ausgesprochen Sepon, auf Karten oft Tchepone oder Tschepone), die als Hauptziel der Kampagne angesehen wurde. Amerikanischen Bodentruppen war es zu dieser Zeit aufgrund eines kurz zuvor verabschiedeten Gesetzes bereits verboten, laotisches Territorium zu betreten. Nach anfänglichen Erfolgen gerieten die Truppen der ARVN immer mehr in Bedrängnis durch die gut gerüsteten Divisionen Hanois. Während des Rückzugs wurden die Soldaten mit Panzern und schwerer Artillerie in ihrem Rücken angegriffen. Die militärische Führung der ARVN war mit der überraschenden Lage vollkommen überfordert, nur massive Bombardements durch die amerikanische Luftwaffe konnten eine Panik verhindern. Der fehlgeschlagene Einfall in Laos war die schwerste Niederlage, die die ARVN bis zu diesem Zeitpunkt verkraften musste. Das südvietnamesische Regime hatte viel riskiert und einige der besten Truppen geschickt, über die es verfügt hatte; noch bis in die Osteroffensive von 1972 sollte der Verlust dieser Einheiten Auswirkungen haben. Darüber hinaus verstärkte der Fehlschlag die sinkende Moral der noch verbliebenen US-Soldaten und das weit verbreitete Infragestellen des amerikanischen Engagements in Vietnam.

## Hintergrund

### Planung
Ende der 1960er Jahre hatte die Truong Son-Straße (im Westen als Ho Chi Minh-Pfad bekannt) einen geradezu mythologischen Charakter angenommen. Trotz des schwersten Bombardements der Menschheitsgeschichte, der Invasionen in Laos und Kambodscha (Anfang 1969 bzw. Mai 1970) und der Aufwendung von vielen Milliarden von US-Dollar war es nicht gelungen, den Fluss von Kämpfern und Material in nennenswertem Maße zu unterbinden. US-Geheimdiensten zufolge gelangten zwischen 1966 und 1971 630.000 Soldaten, 100.000 Tonnen Nahrung, 400.000 Waffen und über 50.000 Tonnen Munition aus Nordvietnam in den Süden. Im Jahr 1970 zeichnete sich der komplette Rückzug aller US-Streitkräfte immer deutlicher ab. Angesichts immer weniger zur Verfügung stehender Soldaten geriet die militärische und politische Führung in Zugzwang. Ende 1970 kam Henry Kissinger, Sicherheitsberater von Präsident Richard Nixon, zu der Meinung, dass es notwendig sei, die Nachschubwege der Nordvietnamesen in Laos anzugreifen, solange noch ausreichend US-Truppen vorhanden waren. Admiral John McCain, Generalleutnant James Sutherland und General Creighton Abrams stimmten diesem Plan zu und begannen am 8. Dezember, zusammen mit ihrem Stab, mit der Planung für eine kommende Invasion.
Am 12. Dezember stellte Abrams seinen Plan schließlich vor, er nannte ihn: „[…] einen koordinierten Boden- und Luftangriff […] um die feindlichen Nachschublinien bei Xépôn zu zerstören […] und dem Feind seinen logistischen Verbindungsweg, der notwendig ist, um den Krieg fortzuführen, zu versperren. Eine mehrere Regimenter umfassende Truppe wird das Areal um Xépôn besetzen, Operationen innerhalb des Basislagers 604 zur Zerstörung der feindlichen Lager und Anlagen ausführen und die beiden großen Routen nördlich und südlich von Xépôn unterbrechen.“ Das Oberste militärische Kommando in Vietnam (MACV) berichtete Washington kurz danach, dass eine große Unterbrechung der Versorgungswege während der Trockenzeit die Offensivkraft Nordvietnams um mindestens ein Jahr zurücksetzen würde, möglicherweise sogar noch länger. Ein hochrangiger amerikanischer Offizier sagte nach der Begutachtung einiger Aufklärungsfotos: „Xépôn und die Basislager dort haben alles – Kanonen, Lastwagen, Treibstoff. Wenn wir dort rein marschieren und das Gebiet säubern, würde es sie um ein Jahr zurückwerfen, vielleicht sogar zwei. Wir wären verrückt, es nicht zu tun.“

### Vorbereitungen
Im Dezember 1970 passierte der sogenannte „Cooper-Church-Zusatzartikel“ den Kongress der Vereinigten Staaten. Dieses Gesetz schloss die Stationierung amerikanischer Truppen in Laos, Kambodscha und Thailand aus und zwang die US-Truppen, die militärische Hilfe für ihre laotischen und kambodschanischen Verbündeten weitgehend einzustellen. Daraus folgte ebenfalls, dass die bevorstehende Invasion in Laos ausschließlich von ARVN-Truppen durchgeführt werden musste. Die Amerikaner konnten nur mit Hubschraubern, Bombern und Artillerie Unterstützung leisten. Von Dezember 1970 an bis zur finalen Entscheidung am 18. Januar 1971 versuchte Präsident Nixon, dem möglichen Aufflammen eines öffentlichen Proteststurms entgegenzuwirken. Doch dadurch ging wertvolle Planungszeit verloren, die die ARVN unbedingt brauchte, um ihren bisher größten, wichtigsten und kompliziertesten Einsatz organisieren zu können.
Um zu verhindern, dass die Pläne in die Hände feindlicher Agenten gelangen, wurde die gesamte Planung einer strengen Geheimhaltung unterworfen. Nur eine sehr begrenzte Anzahl von Offizieren wusste über die Operation Bescheid. Es wurde sogar ein Presse-Embargo ausgesprochen, welches Reporter daran hindern sollte, über Truppenbewegungen zu berichten. Doch trotz aller Bemühungen gelang es Agenten der Befreiungsfront, an die Pläne zu kommen. Ein Bericht der CIA vermutete, dass feindliche Informanten die Übersetzungs- und Kopiereinrichtungen des vietnamesischen Hauptquartiers infiltrierten und sich so sämtliche Operationspläne verschaffen konnten. Die Folge war, dass die Nordvietnamesische Armee bereits Mitte Januar damit begann, sich für eine Abwehrschlacht zu rüsten. So wurde das Presseembargo am 4. Februar wieder aufgehoben.
Bei der ARVN sah die Situation hingegen vollkommen anders aus. Die beteiligten Einheiten erhielten noch bis zum 17. Januar keine detaillierten Befehle. Die Luftlandedivision, die den Angriff anführen sollte, wurde sogar erst am 2. Februar unterrichtet, weniger als eine Woche vor dem offiziellen Beginn des Einsatzes. Daher hatten die Truppen der ARVN zu wenig Zeit für die Planung und Vorbereitung, darüber hinaus arbeiteten die Stäbe der ARVN nicht zusammen, um die Angriffe zu koordinieren. Auch das Führungspersonal der ARVN selbst brachte ernste Probleme mit sich. Als oberster Kommandeur über die südvietnamesischen Truppen wurde Generalleutnant Hoàng Xuân Lãm auserwählt, der gleichzeitig Kommandant des I. Corps (der fünf nördlichsten Provinzen Vietnams) war. General Lãm verfügte über viel administrativen und politischen Einfluss, zudem verstand er es, Menschen für seine Zwecke zu beeinflussen. Doch über Führungsqualitäten verfügte er nicht.
Der Hauptgrund, warum Generalleutnant Lãm noch immer Chef des I. Corps war und sogar Kommandeur über die Operation wurde, war Präsident Nguyễn Văn Thiệu. Da Lãm ein enger Vertrauter Thiệus war, hoffte dieser, ihn zu einem Helden zu machen, ihm Prestige und Erfahrung zu verschaffen und dadurch zum Generalstabschef befördern zu können. Er sollte General Cao Văn Viên ersetzen, der darum gebeten hatte, zurückzutreten.
Trotz eindeutiger Anzeichen von unzureichender Planung und Führung, wurden die Kommandeure der US- und ARVN-Truppen immer zuversichtlicher. Oberst Arthur W. Pence, Berater der Luftlandedivision, berichtete während einer Besprechung im Hauptquartier des XXIV. Corps: „Der amerikanische Geheimdienst ist zu der Überzeugung gekommen, dass die Truppen während der Operation nur auf leichten Widerstand stoßen werden und dass eine zweitägige Vorbereitung durch Luftschläge ausreicht um die feindlichen Flugabwehranlagen effektiv auszuschalten, da dem Feind vermutlich ohnehin nur 170 bis 200 Flugabwehrgeschütze verschiedenen Kalibers im Operationsgebiet zur Verfügung stehen. Die Gefahr durch Panzertruppen ist minimal und als Unterstützungstruppen stehen nur etwa zwei Divisionen nördlich der DMZ (Demilitarisierte Zone) innerhalb von 14 Tagen zur Verfügung.“ Diese Geheimdienstangaben stellten sich jedoch größtenteils als falsch heraus. Wie sich zeigte, betraf die einzige korrekte Voraussage die Unterstützungstruppen der Nordvietnamesischen Volksarmee (NVA). Auch wenn diese nicht erst über die DMZ marschieren mussten, sondern bereits weiter südlich im A Shau-Tal stationiert waren. Schlechtes Wetter verhinderte außerdem vorbereitende Luftschläge, sodass die gegnerischen Flugabwehrstellungen nie angegriffen wurden.

### Die südvietnamesischen und amerikanischen Truppen

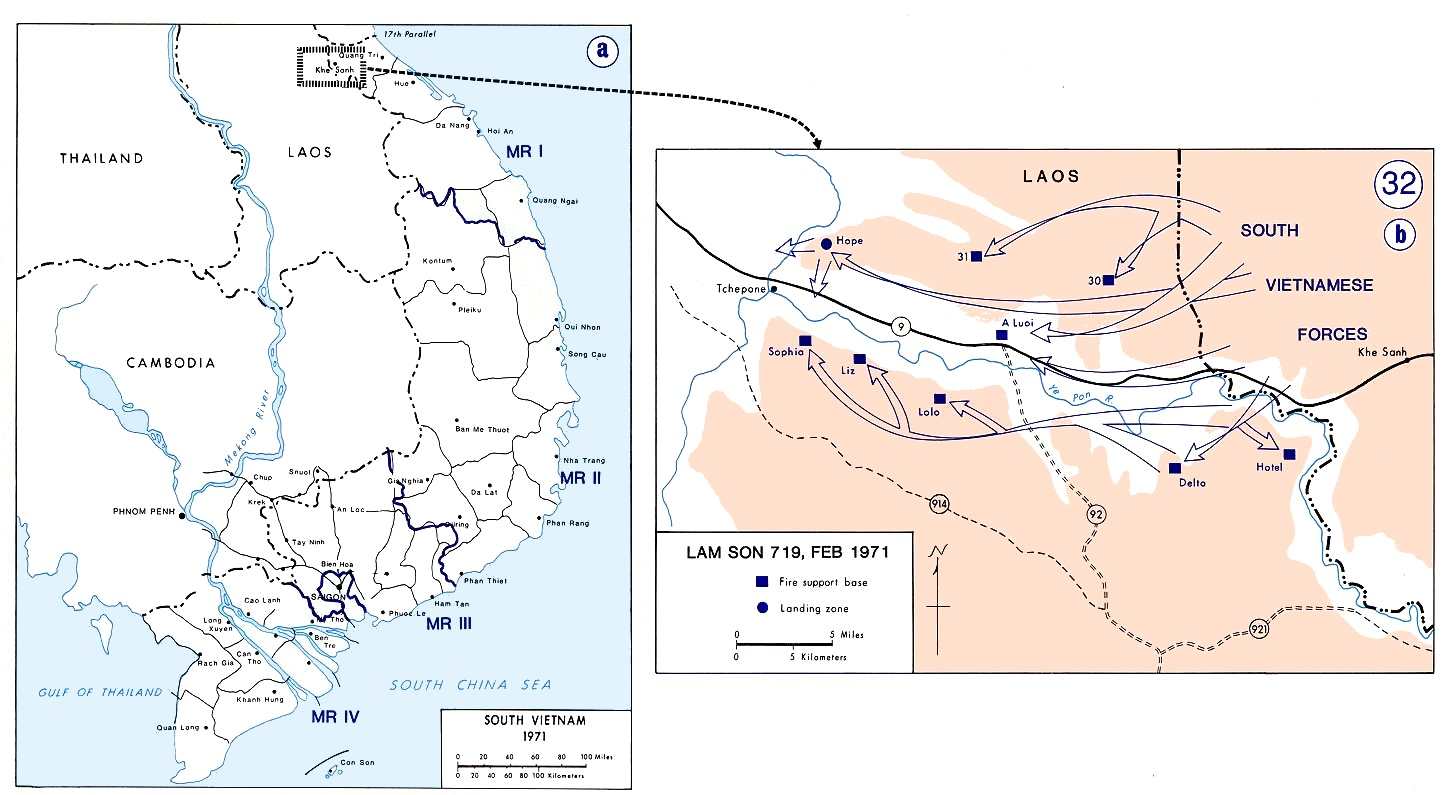
Karte von Truppenbewegungen und Stützpunkten

Um die feindlichen Versorgungswege in Laos anzugreifen, entsandte die ARVN einige der besten Einheiten über die sie noch verfügte. An dem Einsatz beteiligt waren unter anderem die 1. gepanzerte Brigade, die 1. Infanteriedivision (im Allgemeinen als die beste Kampfeinheit der ARVN betrachtet), die 1., 2. und 3. Brigade der Fallschirmjägertruppen, die 147. und 258. Brigade der Marineinfanterie, das 39., 37. und 21. Ranger-Bataillon, das 101. Kampfpionier-Bataillon und weitere Hubschraubertruppen. Jedes Infanterieregiment verfügte darüber hinaus über eine Artillerieabteilung. Insgesamt belief sich die Truppenstärke auf 20.000 Mann, etwa 22 Bataillone. Der Einsatz dieser Eliteeinheiten brachte jedoch auch ein großes Risiko mit sich. Bei den Marine- und Fallschirmjägerbataillonen handelte es sich in erster Linie um kampferprobte Soldaten, von denen viele auch schon bei der Invasion in Kambodscha beteiligt waren. Besser bezahlt, ausgerüstet und trainiert als fast alle anderen Verbände der ARVN, unterstützten sie reguläre Einheiten während wichtiger Operationen. Gleichzeitig bildeten sie die strategische Reserve der südvietnamesischen Armee, daher war es notwendig, ihre Verluste so gering wie möglich zu halten. Ihre entscheidende Bedeutung zeigte sich unter anderem darin, dass sie ihre Befehle nicht wie normalerweise von Kommandanten im Feld erhielten, sondern nur vom vereinigten Generalstab und vom Präsidenten aus Saigon. Bisher hatten sie nur als einzelne Bataillone oder Brigaden gekämpft und verfügten nur über wenig Erfahrung in der Zusammenarbeit mit anderen Einheiten.
Da keine amerikanischen Bodentruppen Laos betreten durften, beschränkte sich ihre Unterstützung vor allem auf Transport, Aufklärung, Sicherung, Logistik und Luftschläge gegen laotisches Territorium. Der taktische Kommandeur der US-Truppen war Brigadegeneral John H. Hill. Er diente unter General Sutherland, dem Kommandeur des XXIV. Corps. Ihm unterstanden viele verschiedene Einheiten, unter anderem zwei gepanzerte Brigaden, vier Infanteriebataillone, mehrere Artilleriebataillone und eine Ranger-Kompanie. Außerdem beteiligten sich die erfahrenen Piloten der 101. Luftlandedivision und einige Transport- und Pioniereinheiten der Marines an dem Einsatz. Letztendlich leisteten auch Aufklärungs-, Bomber- und Jagdflugzeuge der Navy und Marines einen wichtigen Beitrag zur Realisierung der Operation. Somit befehligte das XXIV. Corps insgesamt etwa 10.000 Soldaten.

## Beginn der Operation

### Dewey Canyon II
Eine Woche vor der Invasion von Laos begannen die Amerikaner mit dem ersten Teil ihres Plans. Zu Beginn der Operation „Dewey Canyon II“ wurde die Khe Sanh Combat Base, die Mitte 1968 verlassen worden war, wieder in Betrieb genommen. Zu diesem Zeitpunkt hatte monatelang kein einziger Amerikaner auch nur einen Fuß in die Gegend um Khe Sanh gesetzt. Amerikanische Offiziere und Soldaten erwarteten einen harten Kampf um die Landezonen. Tatsächlich kam es jedoch zu keinen nennenswerten Kämpfen, die amerikanischen Verluste waren sehr gering. Um 08:30 Uhr begannen die vorbereitenden Luftangriffe auf das umliegende Gebiet und endeten gegen Mittag. Ein komplettes Bataillon landete kurz darauf in Khe Sanh und sicherte das verwaiste Flugfeld der alten Basis. Hauptmann Doug McLeod war Arzt in dem 1. Bataillon/11. Regiment. Er war einer der Ersten, die das Gelände betraten. Später sagte er einem Journalisten: „Wir dachten wir würden irgendeine Art von Feindkontakt haben – Mörserbeschuss oder einen Angriff von Sturmpionieren (‚Sapper‘).“ Doch kein einziger nordvietnamesischer Soldat zeigte sich den gesamten Tag über. Es wurden nur zwei Basen bei Mai Loc und die Feuerunterstützungsbasis Fuller unter Beschuss genommen. Erst vier Tage später stießen Patrouillen auf ein System aus 40 bis 50 verlassenen Bunkern in der Nähe von Lang Vei.
Eine weitere wichtige Aufgabe war die Instandsetzung der Straße 9, die in Richtung Laos führte. Soldaten des 7., 14. und 27. Kampfpionierbataillons errichteten mehrere Brücken und sogar einen zweiten Weg, der nördlich der Straße 9 verlief. Er verbesserte die Erreichbarkeit und Versorgungskapazität von Khe Sanh und den anderen Unterstützungsbasen enorm. Genauso wichtig war die Reparatur des Flugfeldes in Khe Sanh, wodurch selbst schwere Transportmaschinen landen konnten. Doch auch hier traten bereits die ersten Probleme auf. Aufgrund der verzögerten Öffnung des Flugfeldes und der unzureichenden Tragekapazität der Transporthubschrauber wurde die Treibstoffversorgung immer problematischer. Die Sorgen der Amerikaner verschlimmerten sich, als am 8. Februar ein Konvoi aus zahlreichen Tanklastwagen auf der Straße 9 in einen Hinterhalt geriet. Bei dem Angriff um 2 Uhr früh wurden sechs große Tanklaster mit jeweils 1200 Gallonen (ca. 4400 Liter) Treibstoff zerstört oder schwer beschädigt.
Bereits am 29. Januar richtete Generalleutnant Hoàng Xuân Lãm ein vorgelegtes Hauptquartier in Dong Ha ein. Gleichzeitig wurde der Kommandoposten des XXIV. Corps nach Quang Tri verlegt. Die 1. gepanzerte Brigade und die 1. Infanteriedivision begannen, sich der laotischen Grenze über die Straße 9 zu nähern. Westlich und nordwestlich von Khe Sanh wurden einige Feuerunterstützungsbasen errichtet, die den Angriff decken sollten. Doch schon in diesem frühen Stadium sollte sich die Kommunikation und Organisation als sehr schwierig erweisen. So kam es beispielsweise am Abend des 6. Februar zu einem folgenschweren Missverständnis. In der Dämmerung verwechselte ein Marinepilot einen vorgeschobenen Posten der ARVN an der Grenze mit Feindtruppen. Das Flugzeug warf mehrere Splitterbomben ab. Dabei wurden sechs Soldaten getötet, 51 weitere verletzt und ein gepanzerter Truppentransporter zerstört. Oberstleutnant Bui The Dung, einer der Befehlshaber, äußerte sich zu dem Zwischenfall: „Es ist tragisch Männer auf diese Art und Weise zu verlieren.“

### Der Einfall in Laos
Am 8. Februar 1971 um 07:12 Uhr betraten die südvietnamesischen Soldaten zum ersten Mal laotischen Boden. Die 4000 Mann starke vorausfahrende Kolonne bestand aus der 1. gepanzerten Brigade und Einheiten des 1. und 8. Luftlandebataillons. Gleichzeitig wurden die drei Ranger-Bataillone und die 1. Infanteriedivision per Hubschrauber nördlich und südlich der Straße 9 abgesetzt. Amerikanisches Bombardement mit Artillerie und B-52-Bombern hatte bereits große Verwüstungen in der Gegend angerichtet. Zu diesem Zeitpunkt herrschte noch gute Laune unter den Soldaten. Ein Fallschirmjäger, der bereits an der Invasion in Kambodscha teilgenommen hatte, sagte spöttisch: „Hey, das ist schon das zweite Mal dass wir ohne unseren Pass in ein fremdes Land gehen.“ Doch nicht alle Soldaten waren so zuversichtlich. So sagte einer der Ranger: „Ich habe bereits in Kambodscha gekämpft und nun gehe ich nach Laos … Ich schätze es wird härter werden als Kambodscha.“ Ein großes rot-weiß gestrichenes Schild mit der Aufschrift „Achtung – Keine US-Truppen jenseits dieses Punktes!“ bestätigte diese Meinung.
Der Auftrag der großen Fahrzeugkolonne war es, eine 20 km lange Strecke bis nach Ban Dong zu sichern und danach, mit Unterstützung, die restlichen 20 km nach Xépôn. Doch diese Aufgabe sollte sich als schwieriger erweisen als gedacht. Die Angst vor Hinterhalten in dem dichten Regenwald auf beiden Seiten der Straße verlangsamte das Vorankommen der Kolonne, genauso wie große Bombenkrater, die den Aufklärungsflugzeugen durch mannshohes Gras und Bambus verborgen geblieben waren. Daher kamen die Truppen am ersten Tag nur 9 km voran. Die Artillerie hinter der Truppe gab Unterstützungsfeuer und bewegte sich gleichzeitig mit ihr mit. Das 101. Kampfpionierbataillon der ARVN räumte einige Teile der Straße und errichtete Übergänge an den Stellen, die vollkommen zerstört waren. Doch trotz aller Anstrengungen der Ingenieure blieb der Weg über weite Strecken für Laster und Geländewagen unpassierbar. Das wiederum machte die Einheiten entlang der Straße 9 komplett von den amerikanischen Hubschraubern abhängig.

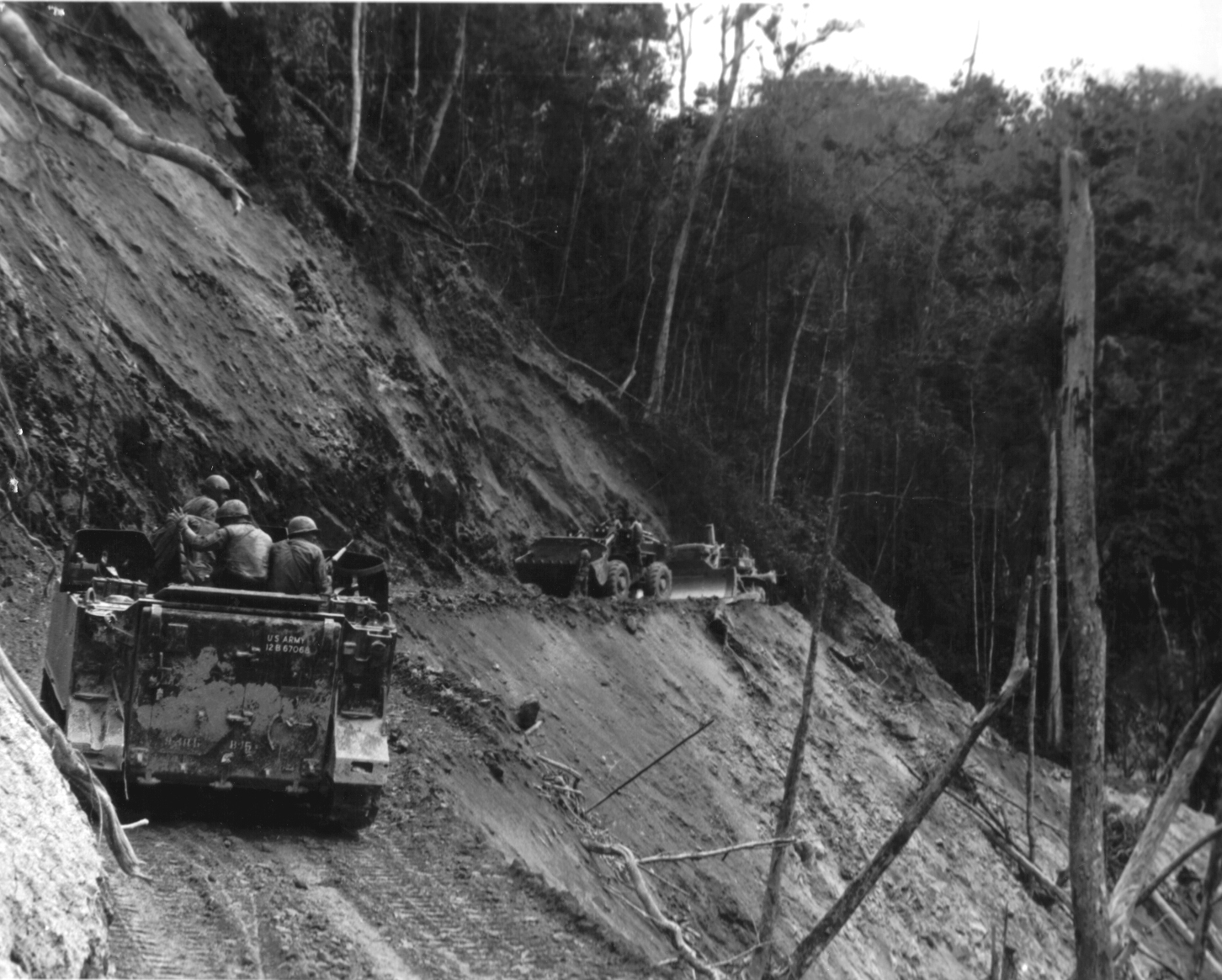
Pioniertruppen der ARVN errichten einen Weg in Laos

Am zweiten Tag begann es zu regnen, was die Bewegung des Konvois schließlich vollkommen zum Erliegen brachte. Am dritten Tag ging es wieder weiter. Das erste Ziel entlang der Straße war die kleine Stadt Ban Dong, die gleichzeitig ein Lagerplatz der nordvietnamesischen Arbeiter und Soldaten gewesen war. Der Plan sah vor, dass die Fallschirmjäger per Hubschrauber über der Stadt absprangen und zusammen mit gepanzerten Truppen den Ort besetzten. Doch aufgrund des schlechten Wetters konnte er erst am 10. Februar umgesetzt werden. Um 17 Uhr attackierte das 9. Luftlandebataillon zusammen mit der 1. gepanzerten Brigade die Stadt und eroberte sie. Doch vom Feind war keine Spur mehr zu finden. Die Arbeitskräfte, die für den Pfad zuständig waren (genannt Binh Trams), und sämtliche Soldaten hatten sich mit allen Vorräten in völliger Ordnung zurückgezogen. Bis zu diesem Zeitpunkt hatte die Invasionsarmee praktisch keinen Feindkontakt gehabt, von sporadischem Scharfschützenfeuer abgesehen. Gleichzeitig mit dem Angriff auf Ban Dong begannen die Soldaten der ARVN damit, Basen auf laotischem Territorium zu erbauen. Es wurden zahlreiche Landezonen nördlich und südlich der Straße 9 eingerichtet, das 3. Luftlandebataillon und das Hauptquartier der 3. Luftlandebrigade besetzten Landezone 31 ohne jeden Feindkontakt. Dort errichteten sie die FSB (Fire Support Base) 31, mit einer Batterie aus sechs 105-mm-Haubitzen. Derweil errichtete das 2. Luftlandebataillon FSB 30 mit zwei Batterien aus 105-mm- und 155-mm-Geschützen. In den nächsten Tagen wurden weitere Basen erbaut, unter anderem FSB Hotel, A Loui, Alpha, Delta, Delta I und weitere.
Am 11. Februar waren alle Einheiten der 1. gepanzerten Brigade bei Ban Dong in Stellung gegangen und warteten auf weitere Befehle von General Lãm. Doch mehr als drei Wochen lang passierte nichts, und der Zeitplan geriet immer mehr aus dem Ruder. General Abrams drängte darauf, Xépôn so schnell wie möglich anzugreifen. Doch General Sutherland sowie General Viên und Lãm entschieden sich dafür, mehr FSBs südlich der Straße 9 zu errichten, um den Vorstoß der Luftlandetruppen zu decken.
Während die Einheiten auf Befehle warteten, entsandten sie Patrouillen, um die Umgebung zu erkunden. Dabei stießen sie nicht nur auf feindliche Truppen, sondern auch auf Vorratslager der NVA. Eine Patrouille der FSB Ranger Nord gelang es, zwei feindliche 37-mm-Geschütze zu beschlagnahmen. Einheiten der 1. Infanteriedivision stießen bei Erkundungsmissionen auf größere Nachschublager, die Waffen, Munition, Treibstoff, Nahrungsmittel und auch einige Leichen beherbergten. Dem 3. Luftlandebataillon unter Oberstleutnant Phat gelang es, sechs feindliche Lastwagen, die mit Munition beladen waren, zu erbeuten.
Doch trotz dieser augenscheinlichen Erfolge hatte sich die militärische Lage bereits verändert und begann sich gegen die Truppen der ARVN zu wenden. Bei einer Aufklärungsmission entdeckte Captain Frank Wickersham feindliche Einheiten in der Nähe von Xépôn und sogar südlich der Straße 9. Er war erstaunt über die große Menge von Kriegsmaterial – Panzer, Lastwagen, Geschütze – fast schon zu viele, um sie zu zählen. Offensichtlich war dies nur der Auftakt für eine bevorstehende gewaltige Schlacht in Laos.

## Gegenangriff

### Reaktionen Nordvietnams

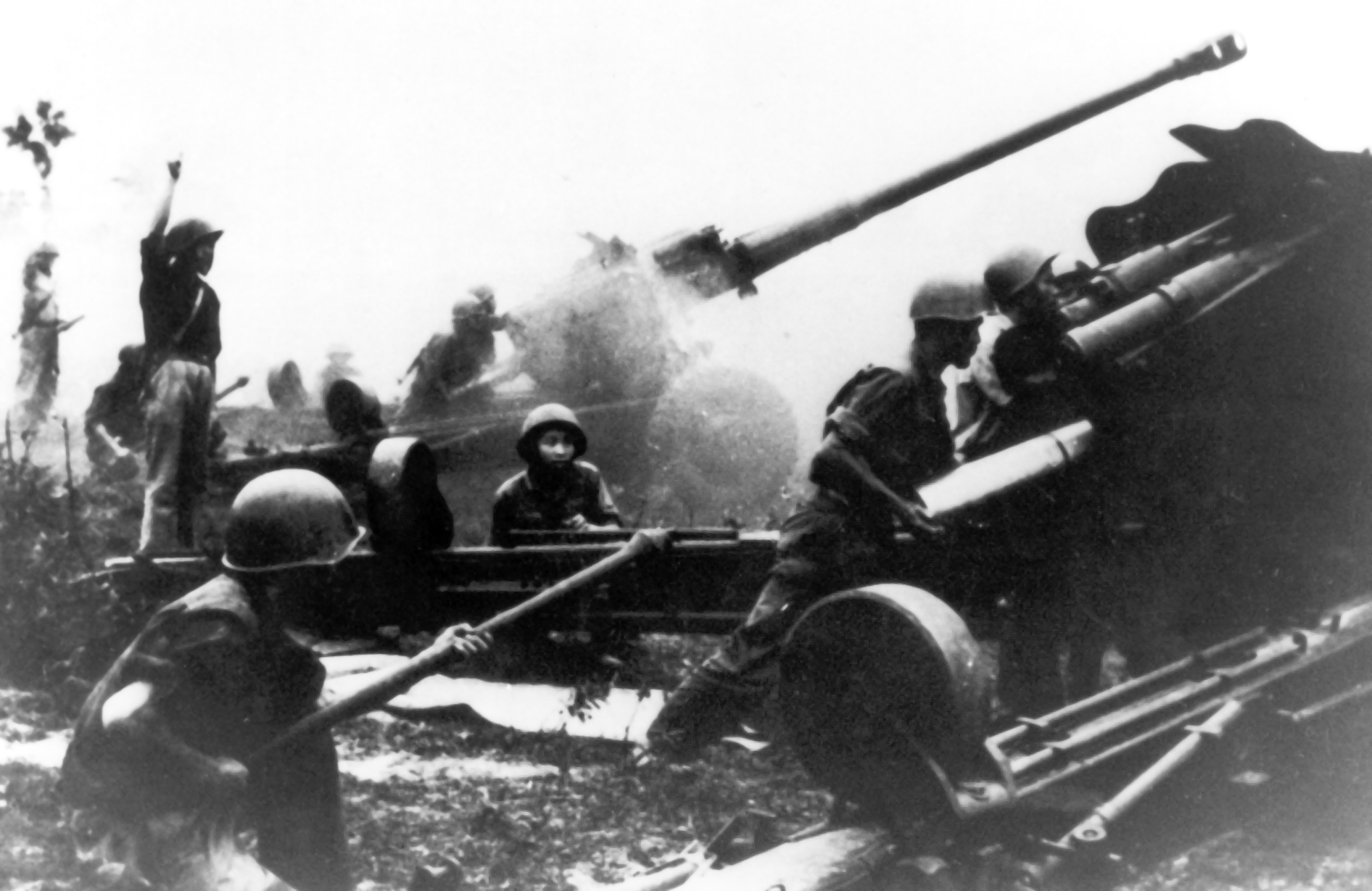
Artillerieeinheiten der NVA trainieren mit 122-mm-Geschützen

Die nordvietnamesische Armee war schon früh darüber in Kenntnis gesetzt worden, dass die Feinde eine Offensive in Laos planen. Wann genau ihre Agenten davon erfahren hatten, ist nicht bekannt. Auf jeden Fall begann General Lê Trọng Tấn, Kommandeur des 70B-Corps, schon im Januar damit, seine Soldaten auf einen großen Kampf vorzubereiten. Kämpfer des 24B-Regiments der 304. Division überwachten die Straße 9 nordöstlich von Ban Dong, während das 64. Regiment der 320. Division südlich der Straße bereitlag. In Ban Dong selbst wurde die dortige Transporteinheit, die Binh Tram 33, alarmiert und konnte sich rechtzeitig zurückziehen. Das 1. Regiment der 2. Infanteriedivision war bereits auf dem Weg nach Xépôn, als das Hauptquartier des 70B-Corps in das Kampfgebiet verlegt wurde. Am 6. Februar war das 1. Regiment in der Nähe von Ban Dong in Stellung gegangen, während sich das 812. Regiment der 324B-Division vom Süden her näherte. An dem Tag der Invasion hatte die NVA bereits 22.000 Mann in der Nähe stationiert und weitere sollten folgen.
Um die Nordvietnamesen von der Invasion abzulenken, simulierten Einheiten der 9. Marineinfanteriebrigade ein Landungsunternehmen unweit der Hafenstadt Vinh. Fünf Wochen lang praktizierten sie dieselben Manöver, wie sie für eine Invasion Nordvietnams notwendig wären. Flugzeuge leisteten Unterstützungsfeuer für vermeintlich anlandende Truppen, Hubschrauber gingen in Position, als wenn sie Soldaten aufnehmen würden. Die Möglichkeit einer Anlandung bei Vinh schien für Hanoi real genug zu sein, einige Truppen wurden von der DMZ in das Gebiet um Vinh verlegt.

### Der Fall der südvietnamesischen Basen
Echte Kriegsführung konnte man derweil in Laos vorfinden. Nach und nach gingen die Soldaten der Volksarmee dazu über, die Feinde zu bedrängen. Als erstes wurden die Luftabwehranlagen massiv verstärkt, dadurch gestaltete sich die Versorgung der eingekreisten Basen immer schwieriger. Im nächsten Schritt wurden die feindlichen Feuerunterstützungsbasen mit massiven Artillerie-, Mörser- und Raketenfeuer belegt, wodurch die Moral der belagerten Soldaten immer schlechter wurde. Dabei konnten die Nordvietnamesen eine Trumpfkarte ausspielen, denn ihre 130-mm- und 122-mm-Geschütze verfügten über eine größere Reichweite als die der ARVN. Da die Soldaten der NVA oft sehr nahe an die feindlichen Stellungen vordringen konnten, wurde die Unterstützung der FSBs mit Bomber und Jagdflugzeugen äußerst riskant. B-52-Bomber konnten zum Beispiel nur eingesetzt werden, wenn verbündete Truppen sich außerhalb eines 3 km breiten Sicherheitsbereiches befanden. Selbst erfahrene Kommandeure schreckten davor zurück, taktische Luftunterstützung und Artilleriefeuer unweit der eigenen Einheiten anzufordern.
Das erste Ziel der Nordvietnamesen waren die Stützpunkte der Fallschirmjäger und der Ranger, nördlich der Straße 9. Am 18. Februar gerieten die beiden Basen Ranger Nord und Ranger Süd unter massiven Artilleriebeschuss, gefolgt von Infanterieangriffen. Nach einigen Versuchen ließen die nordvietnamesischen Soldaten von Ranger Süd vorerst ab und konzentrierten sich auf Ranger Nord. Mit der Hilfe von Kampfflugzeugen und Artillerie konnten sie die Truppen der NVA dort für zwei Tage aufhalten. Einige Hubschrauber versuchten immer wieder, zu den eingeschlossenen Rangern vorzudringen, doch heftiges Flugabwehrfeuer verhinderte dies. Ein amerikanischer Pilot beschrieb die verwüstete Basis: „So wie in Ranger Nord muss es im Zweiten Weltkrieg ausgesehen haben … Wir flogen einen Napalmangriff weniger als 100 m von den ARVN-Truppen entfernt. Das war sehr knapp, wir konnten sie in ihren Gräben sehen.“ Am Nachmittag des 20. Februars waren die verbliebenen 300 Ranger von fast 2000 Soldaten des 102. Regiments umstellt. Die sichere Niederlage vor Augen, entschied sich der Bataillonskommandeur für einen Rückzug in Richtung Ranger Süd. 6 km weit mussten die verbliebenen Soldaten ihre verwundeten Kameraden durch den dichten Regenwald schaffen. Von anfangs 430 Mann erreichten gerade einmal 109 Überlebende die rettende Basis. Das 39. Ranger-Bataillon war komplett am Ende. Angeblich sollen bei den Kämpfen um Ranger Nord mehr als 600 Soldaten der NVA gefallen sein. Vier Tage später musste auch die FSB Ranger Süd aufgegeben werden. Der Aufwand, das Lager zu versorgen, stand in keinem Verhältnis zum strategischen Wert. Das dort stationierte 21. Ranger-Bataillon zog sich 5 km südlich in die FSB 30 zurück, von wo aus es evakuiert wurde.
Die Niederlage der Ranger hatte in vielerlei Hinsicht weitreichende Folgen. Während der Schlacht um Ranger Nord verloren einige Soldaten angesichts der aussichtslosen Lage die Nerven. Viele wollten unbedingt mit dem letzten Hubschrauber aus Laos hinauskommen, einige hängten sich an die Landekufen der Hubschrauber und entkamen auf diesem Wege. Als die Maschinen Khe Sanh erreichten, wurden sie von Fernsehkameras und Journalisten fotografiert. Der Anblick von ARVN-Soldaten, die sich an die Landekufen von Hubschraubern klammerten, um den Feinden zu entkommen, wurde zu einer bleibenden Erinnerung für viele Beteiligte.
Doch von noch größerer Tragweite war ein Ereignis, das sich in vielen hundert Kilometern Entfernung abspielte. Mit dem Verlust der beiden Ranger-Basen und der schlechten Organisation des Einsatzes wurde Präsident Thiệu die Unfähigkeit von General Lãm allzu deutlich vor Augen geführt. Um dem Einsatz noch eine positive Wende geben zu können, sollte Lãm von seinem Kommando enthoben und durch Generalleutnant Đỗ Cao Trí ersetzt werden. General Trí war vermutlich der beste Kommandeur, über den die ARVN jemals verfügte. Er hatte sich schon bei vielen Schlachten bewährt und war mittlerweile zu einer Art Held geworden. Nachdem er seine Befehle von Thiệu erhalten hatte, wollte er sich mit seinem Helikopter am 23. Februar zum Schlachtfeld begeben. Kurz nachdem die Maschine den Flughafen von Bien Hoa verlassen hatte, verlor sie plötzlich an Energie und stürzte ab. Der Tod von General Đỗ Cao Trí war ein äußerst schwerer Schlag für die ARVN, der es ohnehin schon an erfahrenem Personal mangelte.

Das nächste Ziel der siegreichen NVA war die Feuerunterstützungsbasis 31, die das 3. Luftlandebataillon und das Hauptquartier der 3. Luftlandebrigade beherbergte. Diese Basis war praktisch das letzte Hindernis, das zwischen den Nordvietnamesen und der Kolonne im Tal lag. Nachdem das Lager eingekreist und immer stärker bombardiert wurde, schickte Oberst Nguyen Van Tho, Kommandeur der 3. Brigade, das 6. Luftlandebataillon, um die Einkesselung aufzulösen. Bei diesen Soldaten handelte es sich bereits um Oberst Thos letzte Reserve. Doch die Soldaten der Volksarmee rechneten mit diesem Zug. Als die Maschinen zur Landung ansetzten um die Männer zu entladen, eröffneten die Nordvietnamesen mit zahlreichen Geschützen gleichzeitig das Feuer. Die Hubschrauber waren unfähig, so schnell zu manövrieren und erlitten katastrophale Verluste. Noch bevor auch nur ein Mann in den Kampf gehen konnte, hatte das Bataillon mehr als 100 Tote und Verwundete zu beklagen. Der Kommandant der Luftlandedivision, Generalleutnant Dư Quốc Đống, war unzufrieden damit, dass seine Männer defensive Verteidigungspositionen besetzen mussten. Durch General Lãms Plan waren sie in ihrer sonstigen Aggressivität eingeschränkt. Die Unterstützung der Basis durch Helikopter wurde aufgrund von anhaltendem Flugabwehrfeuer unmöglich. Um die Belagerung zu beenden, forderte General Đống Panzer an, diese erreichten jedoch niemals ihr Ziel. 

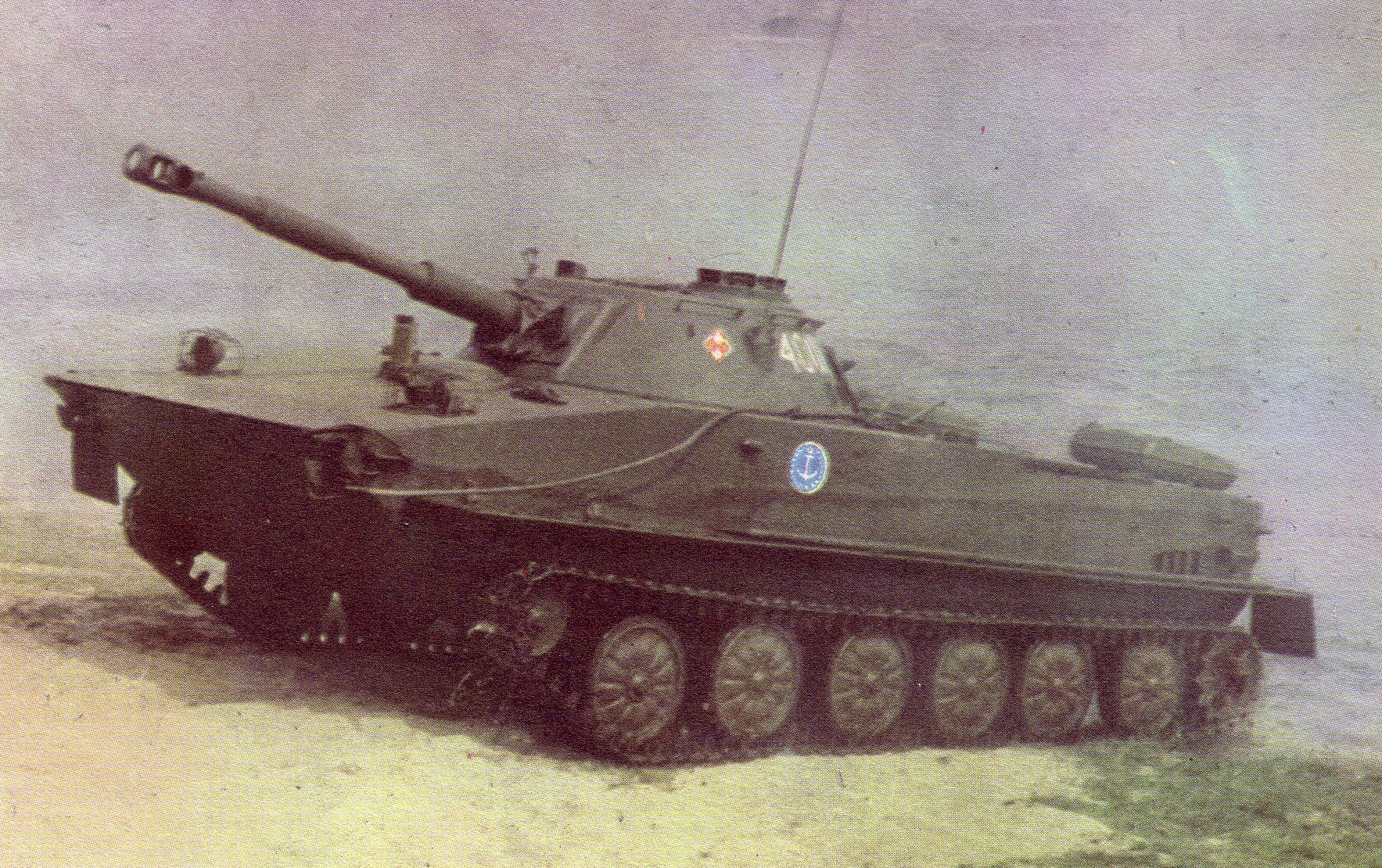
Während der Schlacht um FSB 31 setzte die Nordvietnamesische Volksarmee unter anderen mehrere PT-76 ein

 Warum, konnte nie geklärt werden. Vermutlich waren widersprüchliche Befehle und schlechte Kommunikation der Grund. Nach einem vier Tage lang anhaltenden Beschuss gingen die mit neuen Schnellfeuergewehren ausgerüsteten Nordvietnamesen schließlich zum Generalangriff über. Erste Vorstöße konnten mit Hilfe von Bombern und Artillerie noch abgewehrt werden. Infolge des schweren Bombardements jedoch, wurde FSB 31 von einer riesigen Wolke aus Rauch und Staub eingehüllt, die die Sicht auf das Geschehen verdeckte. Gerade als sich die NVA auf den nächsten Angriff vorbereitete, wurde ein F-4 Phantom-Bomber in der Nähe abgeschossen. Der Fliegerleitoffizier, der alle Luftangriffe koordinierte, verließ daraufhin seinen Posten, um die Suche nach dem Piloten zu koordinieren. Dadurch jedoch wurde das Schicksal der Basis besiegelt. Mit Hilfe von schweren T-54-Panzern gelang es den Angreifern, die Verteidigungsanlagen zu durchbrechen und die Basis innerhalb von 40 Minuten zu erobern. Brigadekommandeur Tho und sein Stab waren in einem eingestürzten Bunker gefangen. Die nordvietnamesischen Soldaten waren schon auf dem Bunker und versuchten, in ihn einzudringen. Die Offiziere baten um Artilleriefeuer auf ihre eigene Position, dieses kam auch, jedoch ohne jeden Effekt. Während der Schlacht um FSB 31 gelang es der NVA, bei einem Verlust von ca. 250 eigenen Männern und 11 leichten Panzern, 155 Feinde zu töten und mehr als 100 gefangen zu nehmen. Die 3. Fallschirmjägerbrigade hatte fast das komplette 3. Luftlandebataillon samt Bataillonskommandeur Oberstleutnant Phat, ihren Kommandeur und Offiziersstab, sowie ihre Batterie 105-mm-Geschütze verloren. Nur wenigen Überlebenden gelang die Flucht.
Bereits einige Tage zuvor kam es nördlich der Straße 9 zu der ersten Panzerschlacht des Vietnamkriegs. Die Panzer des 17. gepanzerten Bataillons, zusammen mit Einheiten des 8. Luftlandebataillons, konnten sich bei insgesamt drei Schlachten mit Müh und Not gegen die Nordvietnamesen behaupten. Mit der Hilfe von amerikanischen Luftangriffen gelang es ihnen, 17 PT-76 und 6 T-54-Panzer zu zerstören. Die ARVN verlor dabei 25 Truppentransporter und drei ihrer fünf M41-Panzer, sowie mehr als 200 Soldaten. Angeblich sollen mehr als 1100 Nordvietnamesen getötet worden sein, doch neuere Erkenntnisse zeigen, dass diese Angaben eher weniger der Realität entsprachen. Bei einer kurz darauf folgenden Schlacht sollen noch einmal 400 Feinde, mit Hilfe von Luftschlägen, getötet worden sein. Zwar gelang es der ARVN, den Vorstoß der Nordvietnamesen vorübergehend aufzuhalten, doch den Fall der Feuerunterstützungsbasen konnte sie nicht verhindern. Die 1. gepanzerte Brigade hatte sich nördlich der FSB A Loui eingegraben und bildete das letzte Hindernis, das zwischen der NVA und der Straße 9 lag.

### Die Besetzung von Xépôn
Nach diesen dramatischen Ereignissen gab es vorerst keine schweren Kämpfe mehr. Beide Seiten bereiteten sich auf ihre nächsten Schritte vor. Die NVA hatte mittlerweile Unterstützung erhalten. General Văn Tiến Dũng war aus Hanoi an die Front gereist um den Ablauf der Schlacht zu überwachen. Auch auf südvietnamesischer Seite gab es Veränderungen, Präsident Thiệu schlug dem Generalstab vor, sie sollten nun die Marineinfanteristen anstelle der Fallschirmjäger an die Front schicken. General Lãm jedoch erkannte die Schwierigkeiten und Risiken die die Entsendung der Marineinfanteristen anstelle der Fallschirmjäger mit sich bringen würden. Daher flog er am 28. Februar nach Saigon, um Thiệu eine Alternative anzubieten. Lãms Plan nach zufolge sollten die Einheiten der 1. Infanteriedivision ihre Basen in Richtung Xépôn erweitern, während die Marines hinter ihnen die Kontrolle über die einzelnen FSBs übernahmen. Zusätzliche Panzereinheiten würden für mehr Feuerkraft sorgen und eventuelle Verluste auffüllen. Präsident Thiệu stimmte schließlich zu. Dieser Plan hielt die Verluste zwar möglichst klein, doch die Eroberung Xépôns wurde nur noch weiter hinausgezögert.
Xépôn selbst war zu dieser Zeit bereits längst verlassen. Durch schweres Bombardement waren mehr als 6.500 Häuser zerstört worden, was praktisch die gesamte Stadt war, alle Einwohner waren geflohen. Die umgebenden Wälder und Hügel beherbergten große Mengen von Versorgungsgütern und die Nachschublinien der NVA verliefen ebenfalls außerhalb der Stadt. Xépôn selbst hatte somit keinerlei strategischen oder militärischen Wert. Die Eroberung der Stadt war mehr von politischer und psychologischer Bedeutung, denn wenn es die Truppen Saigons wenigstens schaffen könnten, die Stadt zu besetzen, hätte Thiệu eine Ausrede, um die Operation als Erfolg zu deklarieren. Der Journalist Henry Kamm schrieb einst: „Xépôn wurde für die US-Truppen und Saigon zu dem, was Moby Dick für Kapitän Ahab wurde – das Objekt einer verblendeten, zerstörerischen Besessenheit.“
Unter diesen Voraussetzungen entschieden sich Thiệu und Lãm, den Angriff auf Xépôn zu wagen. Anstelle der angeschlagenen Luftlandetruppen entsandten sie die 1. Infanteriedivision, um die Stadt zu erobern. Zwei Marineinfanteriebrigaden übernahmen die Feuerbasen Delta und Hotel, wodurch die Einheiten der 1. Division abgelöst wurden. Das jedoch verringerte die Mannschaftsstärke der nationalen Reserve auf nur noch eine Brigade der Marines. Am 3. März wurde mit der Verlegung der Truppen begonnen. Während des Transports per Hubschrauber schnappte abermals eine Falle der NVA zu. Als ein Bataillon in die FSB Lolo gebracht wurde, gingen elf Helikopter durch Flugabwehrfeuer verloren, 44 weitere wurden beschädigt.
Am 6. März schließlich stieg eine Armada bestehend aus 276 Kampf- und Transporthubschraubern in den Himmel auf und brachte das komplette 2. und 3. Bataillon des 3. Regiments von Khe Sanh aus nach Xépôn. Nur ein Hubschrauber ging durch Bodenfeuer verloren, die Truppen wurden bei Landezone Hope abgesetzt, 4 km nordöstlich der Stadt. Am 8. März betrat das 2. Bataillon, unter dem Kommando von Major Hue Ngoc Tran, den eingeäscherten Ort. Major Tran, von seinen amerikanischen Freunden „Harry“ genannt, war einer der besten Offiziere der ARVN und wurde während mehrerer Gefechte schon viermal verwundet. Im Zuge der Besetzung Xépôns wurde er zum Oberstleutnant ernannt. Seine Einheiten durchsuchten zwei Tage lang die Umgebung und Xépôn selbst, fanden jedoch nur enttäuschend wenig feindlichen Nachschub. Es konnten nur ein einziges größeres Lager 122-mm-Raketen, sowie einige Leichen und ausgebrannte Fahrzeuge aufgespürt werden. Am 9. März begann der Rückmarsch der Einheiten zu der FSB Sophia. Stets auf der Hut vor Hinterhalten, mussten sie dann doch auf FSB Delta I ausweichen. Die nordvietnamesische Antwort auf die Besetzung war ein verstärkter Beschuss der nahegelegenen Basen.

## Rückzug

### Moon, Lolo, Sophia, Liz, Brown, Delta I

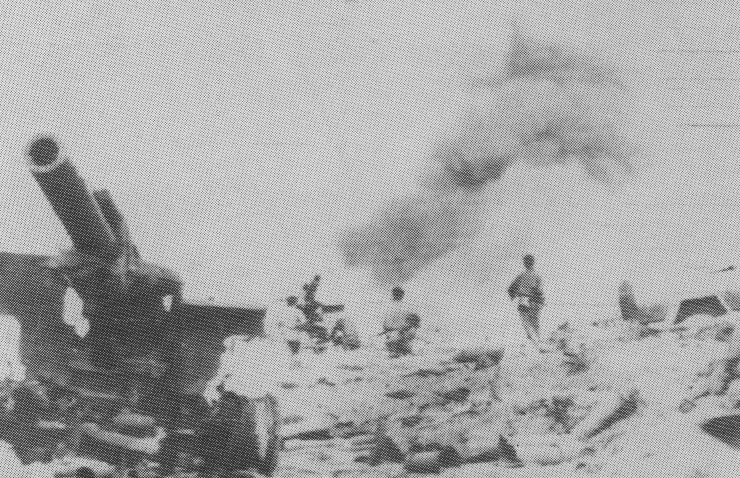
NVA-Truppen erobern FSB Lolo

Nach der „Eroberung“ von Xépôn berichteten Offiziere der ARVN Reportern von den vermeintlichen Erfolgen und weiteren Angriffen auf das feindliche Versorgungslager bei Muong Phine. Tatsächlich jedoch begannen die Verteidigungsanlagen südlich der Straße 9 zunehmend zu bröckeln.
Da die ARVN-Truppen ihre Ziele in Laos erreicht hatten, ordneten Thiệu und General Lãm ihren Rückzug an, welcher am 9. März begann. Die zurückweichenden Streitkräfte sollten sämtliche Lagerplätze und so viel feindlichen Nachschub wie möglich zerstören. General Abrams schlug Thiệu vor, die 2. Infanteriedivision als Verstärkung zu entsenden. Sie sollte in Laos bleiben und die feindlichen Versorgungsrouten bis zum Beginn der Regenzeit unterbrechen. Wenn dies gelungen wäre, hätten große Truppenbewegungen sowie eine eventuelle Offensive bis zum Ende der Regenzeit mehrere Monate später warten müssen. Doch Thiệu ließ sich nicht überzeugen, der Rückzug wurde planmäßig fortgesetzt.
Derweil wurde die Lage für die ARVN immer bedrohlicher. Um den Ansprüchen einer so großen Operation auch nur halbwegs gerecht zu werden, zogen die Amerikaner Hubschrauber aus ganz Vietnam zusammen, sogar von den Special Forces. Doch mit der steigenden Anzahl von Maschinen wurden die Verluste immer dramatischer. Zu diesem Zeitpunkt waren bereits hunderte von Kampf- und Transporthubschraubern zerstört oder beschädigt worden. Denn trotz des anhaltenden schweren Bombardements wurden die Flugabwehranlagen der NVA kaum geschwächt. Es wurden sogar zusätzliche Flugabwehrraketen westlich des Ban-Raving-Passes positioniert, welche eine zusätzliche Gefahr für hoch fliegende Maschinen darstellten. Die Nordvietnamesen wurden zunehmend selbstbewusster und griffen die feindliche Armee aggressiv und offen an. In der Vergangenheit musste die NVA öfters Niederlagen hinnehmen, doch dieses Mal saßen sie am längeren Hebel. Sie hatten keine Probleme damit, ihre Truppen mit ausreichend Nachschub zu versorgen, und verfügten über größere Reserven als ihre Feinde. Die Panzertruppen, die vor der Schlacht geradezu sträflich unterschätzt wurden, waren sehr effektiv und gut geführt. Einen Monat nach Beginn der Operation konnte die NVA schließlich fast doppelt so viele Kampftruppen wie ihre Feinde aufbieten. Die Moral der Soldaten war sehr hoch, denn dieses Mal verfügten auch sie über Panzer und Geschütze, und es war die ARVN, die sich in der Defensive befand.
Beginnend mit FSB Lolo, gab es für die NVA bald kein Halten mehr. Dort sollte es zu den bisher schwersten Kämpfen während Operation Lam Son 719 kommen. Nach dem 8. März wurde die Versorgung der FSB immer schwieriger. Am 11. März begann der Rückzug des 1. und 2. Regiments aus den nordwestlichsten Basen Sophia, Liz und Lolo. Nachdem das 2. Regiment die FSB Sophia verlassen hatte, mussten amerikanische Bomber die acht zurückgelassenen 105-mm-Haubitzen zerstören, damit sie nicht in die Hände der NVA fallen würden. Bei der FSB Lolo jedoch wurde die Lage immer aussichtsloser. Nachdem sämtliche Fluchtrouten abgeschnitten waren, blieb den Soldaten nichts anderes übrig, als einen Ausbruchsversuch zu wagen. Das 4. Bataillon verteidigte die Flanken, während sich der Rest des Regiments zurückzog. Zwar gelang es dem größten Teil, zu entkommen, das 4. Bataillon jedoch war vier weitere Tage auf der Flucht vor dem sich nähernden Feind. Nahe dem Fluss Sepon wurden die ARVN-Truppen von den Nordvietnamesen eingeholt. In einer kurzen Schlacht wurde die Einheit vollständig zerstört. Der Bataillonskommandeur und fast alle Offiziere wurden getötet, insgesamt nur 82 größtenteils verwundete Soldaten konnten gerettet werden.
Doch es sollte noch viel schlimmer für die ARVN kommen. Feuerunterstützungsbasis Delta wurde von der 147. Marineinfanteriebrigade gehalten. Die NVA war sich darüber im Klaren, dass sie die Gelegenheit hatte, eine der besten Einheiten der ARVN auszulöschen. Daher wurde FSB Delta von zwei Eliteregimentern komplett umstellt, dem 29. und dem 803. der 324. Infanteriedivision. Mit der Hilfe von unzähligen Luftschlägen konnte die Basis eine Zeit lang gehalten werden. Dann jedoch gingen die Munitionsvorräte zur Neige. Am 22. März ging die NVA mit der Hilfe von zehn Flammenwerferpanzern zum Großangriff über. Da die Männer nicht länger dazu in der Lage waren, die scheinbar endlos anstürmenden Feinde aufzuhalten, kam es zu einem verzweifelten Ausbruchsversuch der Brigade. Ein Überlebender berichtete: „Der letzte Angriff kam um 8:00 Uhr abends. Sie beschossen uns erst und bewegten sich dann mit Panzern auf unsere Position zu. Die gesamte Brigade lief wie Ameisen den Hügel hinunter. Wir sprangen übereinander um aus der Basis zu kommen. Kein Mann hatte Zeit um auf seinen Offizier zu achten. Es hieß nur schnell, schnell, schnell, oder wir würden sterben … Als ich weit von dem Hügel entfernt war, waren wir noch etwa 20 Marines, ein Leutnant bei uns. Wir bewegten uns wie Geister, in ständiger Furcht vor Überfällen der Nordvietnamesen. Viele Male blieben wir stehen, wenn wir Schüsse hörten – und hielten den Atem an … Unsere Gruppe stieß auf eine nordvietnamesische Einheit, und wir rannten wieder wie Ameisen. Der Leutnant flüsterte: ‚Verteilt euch, bleibt nicht zusammen, oder wir werden alle sterben.‘ Nach jedem Feuergefecht wurden wir weniger und weniger.“ Auf der Flucht lauerten den Bataillone der 147. Brigade NVA-Truppen auf, welche ihre Einheiten völlig zersprengten. Zwar schafften es die meisten Soldaten zu fliehen, doch die Verluste der Einheit waren verheerend. Während die 258. Marineinfanteriebrigade relativ ungestört abrücken konnte, hatte die 147. mehr als 400 Tote und Vermisste sowie 650 Verwundete zu beklagen, was mehr als die Hälfte ihrer Mannschaftsstärke darstellte. Wie viele Soldaten der NVA getötet oder verletzt wurden, ist schwer zu sagen. Die Alliierten sprachen von angeblich 3000 getöteten Feinden, bei einer ursprünglichen Mannschaftsstärke von 4200. Diese Zahlen sind jedoch höchstwahrscheinlich stark übertrieben.
So wie der 147. Brigade erging es noch einigen anderen Einheiten. Alle verbliebenen FSBs wurden Schauplätze von verbissenen und blutigen Schlachten. Am schlimmsten traf es das Elitebataillon des Kriegshelden Oberstleutnant „Harry“ Hue Ngoc Tran. Das 2. Infanteriebataillon, genannt die „Schwarzen Wölfe“, konnte sich anfangs noch geordnet zurückziehen. Doch die Versorgung der Einheit wurde unmöglich, während sie sich durch den dichten Regenwald schlug. Immer wieder stießen sie auf nordvietnamesische Kämpfer, die das Bataillon nach und nach dezimierten. Nach einer Weile waren sie gezwungen, ihren eigenen Urin zu trinken, um nicht zu verdursten. Am 21. März geriet die Einheit in einen nordvietnamesischen Hinterhalt und wurde bis auf den letzten Mann ausgelöscht. Oberstleutnant Tran wurde schwer verletzt und geriet in Gefangenschaft.

### Kämpfe auf Straße 9
Angesichts dieser dramatischen Ereignisse steigerte sich die Besorgnis im Generalstab der ARVN. General Phạm Văn Phú, Kommandeur der 1. Infanteriedivision, empfahl General Lãm, die Truppen so schnell wie möglich aus Laos abzuziehen. Die anderen Generäle waren über Phús Nervosität verwundert, da sie ihn noch nie in so einer Stimmung gesehen hatten. Nicht nur die Südvietnamesen, sondern auch die amerikanischen Kommandeure in Saigon und Washington waren von dem Verlauf der Schlacht sehr überrascht. Sie erkannten, dass eine vernichtende Niederlage der ARVN unbedingt verhindert werden musste. Die Moral der Soldaten wurde immer schlechter, denn wenn selbst Männer wie Phạm Văn Phú erschüttert waren und Kriegshelden wie Hue Ngoc Tran und Nguyen Van Tho gefangen genommen wurden, dann hatten normale Soldaten kaum einen Grund, um optimistisch zu sein.
Nach den Niederlagen der Ranger, Fallschirmjäger und Marines sollte sich die Lage auch gegen die gepanzerten Truppen wenden. Die Kolonne um die 1. gepanzerte Brigade verharrte seit mehr als drei Wochen in Ban Dong. Die Straße 9 war von Anfang an in keinem guten Zustand, doch die schweren Bombardierungen durch die Amerikaner verschlimmerten die Lage nur, denn viele Fahrzeuge blieben in den unzähligen, durch die US-Luftwaffe verursachten, Bombenkratern stecken. Oberst Luat war mittlerweile in Ban Dong eingetroffen und hatte den Ort in eine Festung umbauen lassen. Dabei hatte er seine Panzer für statische Verteidigungspositionen umfunktioniert. Am 17. März begann die NVA mit der Einkesselung der Truppe, wobei immer wieder feindlichen Patrouillen aufgelauert wurde. Die ARVN wurde aufmerksam beobachtet, am 19. März begann die Brigade mit Vorbereitungen für einen Rückzug. Daher entschied sich die Volksarmee für einen Angriff. Das 675B-Artillerieregiment belegte die Feinde mit einem zweistündigen Artilleriebeschuss. Eine für nordvietnamesische Verhältnisse große Konzentration von Feuerkraft. Derweil bewegte sich die 2. Division entlang der Straße 9 auf die Positionen der ARVN zu. Elemente der 308. und 324B-Division näherten sich von Norden, die Panzer des 202. gepanzerten Regiments unterstützten zahlreiche weitere Einheiten. Nach zwei Tagen erbitterter Kämpfe gelang es der NVA die Verteidigungsanlagen der Südvietnamesen zu durchbrechen. Um den Rückzug der verbliebenen gepanzerten Truppen zu decken, musste die Luftlandedivision große Opfer bringen. Mehr als 1000 Fallschirmjäger wurden getötet und mehrere hundert gefangen genommen, die 1. Luftlandebrigade hörte auf als funktionierende Einheit zu existieren. Ban Dong selbst wurde buchstäblich dem Erdboden gleichgemacht. Mit Hilfe amerikanischer Luftschläge konnte die NVA lange genug aufgehalten werden, um den Rückzug der 1. gepanzerten Brigade zu ermöglichen. Dann jedoch, bei Ban Houei Sane, wurde der Truppe abermals von Nordvietnamesen aufgelauert. Vier M41-Panzer und mehrere Fahrzeuge wurden dabei zerstört und fast 100 Mann verletzt oder getötet.
Zu diesem Zeitpunkt hatte die Truppe bereits unzählige Fahrzeuge verloren, der amerikanische Pilot Oberstleutnant Robert Darron berichtete: „Straße 9 war übersät mit Trümmern, Panzer und Lastwagen und alles Mögliche … mehr als eine Meile lang.“ Durch einen Gefangenen erfuhren sie, dass noch mehr Hinterhalte voraus auf sie warteten. Oberst Luat entschied sich dafür, die Straße zu verlassen, um nicht vollkommen vernichtet zu werden. Am 21. März, mitten in der Nacht, schlug sich die Kolonne einen Weg durch dichten Regenwald. Am Nachmittag des 23. überquerten sie den Fluss Sepon und kehrten nach Vietnam zurück. Oberst Nguyen Trong Luat verfügte immer noch über 20 Panzer sowie etwa 50 gepanzerte Truppentransporter, doch 71 Panzer und mehr als 100 andere Fahrzeuge wurden in Laos zurückgelassen. Vielen ging der Treibstoff aus und sie wurden von US-Bombern zerstört.
Währenddessen wurden Khe Sanh und die anderen Basen hinter der vietnamesischen Grenze unter Artilleriebeschuss genommen. Einheiten des 19., 25., 31. und 33. Sturmpionierbataillons, sowie das 15. Pionierregiment der Volksarmee starteten einige erfolgreiche Angriffe auf FSB Vandegrift und die Khe Sanh Combat Base. Zwischen dem 8. und 23. März wurden insgesamt sechs Hubschrauber, drei Hauptmunitionslager und zahlreiche Bunker und Brennstofflager in die Luft gesprengt. Allein in Vandegrift wurden dabei 36.000 Gallonen (ca. 136.000 Liter) Treibstoff und 8600 Schuss 20-mm-Munition zerstört. In Khe Sanh töteten die Sturmpioniere drei Amerikaner und verwundeten vierzehn, während sie selbst nur fünfzehn Mann verloren.
Die letzten Einheiten der ARVN verließen Laos am 24. März. Wochen vor dem Zeitplan, der eigentlich einen längeren Aufenthalt in dem Land vorsah. Auch Khe Sanh sollte bis in den Mai gehalten werden, doch der Druck durch die feindlichen Truppen beschleunigte auch den Abzug der US-Truppen. Am 6. April wurde die Khe Sanh Combat Base bereits zum zweiten Mal (nach 1968) durch die Amerikaner in die Luft gesprengt. Einheiten der 4. gepanzerten Kavallerie der ARVN führten den Rückmarsch an. Es war geradezu bezeichnend für den ganzen Einsatz, dass sich dieser große Konvoi aufgrund von nur einem einzigen liegengebliebenen Lastwagen für mehr als zwei Stunden nicht von der Stelle bewegte.

## Verluste und Folgen

### Armee der Republik Vietnam

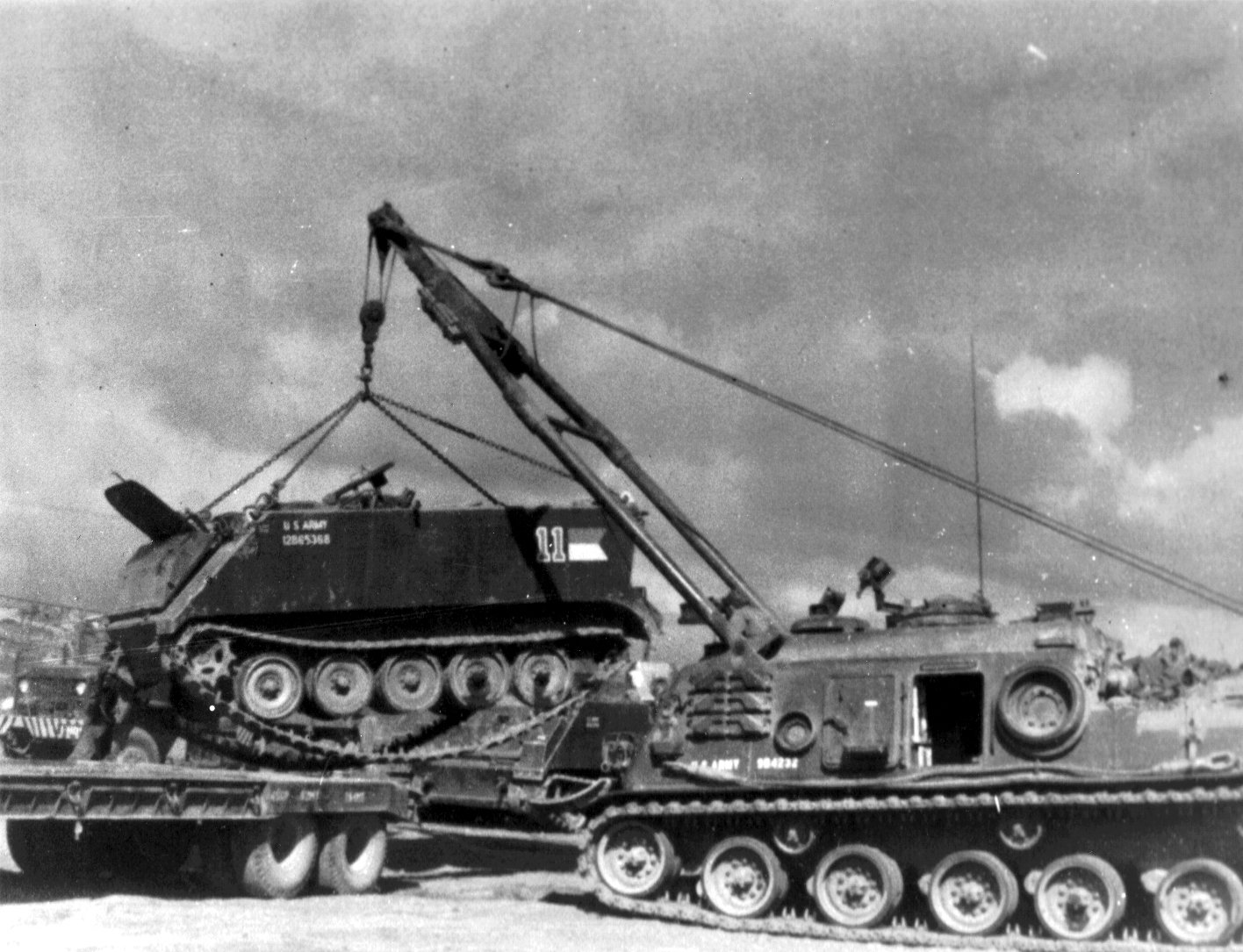
Ein M88-Bergepanzer verlädt einen beschädigten M113 in Laos.

Am 24. März, nachdem die letzten ARVN-Truppen aus Laos geflohen waren, gab Präsident Nixon ein Interview mit Howard K. Smith von ABC. Damit sollte der Eindruck vermieden werden, die Invasion von Laos sei ein Fehlschlag gewesen. Während des Interviews präsentierte er Zahlen und Statistiken über angebliche feindliche Verluste, erbeuteten Nachschub, die Leistung der ARVN und so weiter. Doch die meisten dieser Statistiken entbehrten jeder Grundlage. So wurde beispielsweise behauptet, dass von insgesamt 22 Bataillonen der ARVN nur vier weniger gut gekämpft, alle anderen sich hingegen bewährt hätten. Tatsächlich jedoch wurden diese vier Bataillone nicht als effektiv bewertet, weil sie fast vollständig ausgelöscht worden waren, und nicht, weil sie schlecht gekämpft hatten. Die 1. gepanzerte Brigade wiederum wurde als effektiv bewertet, obwohl sie 50 Prozent ihrer Männer und weit mehr als die Hälfte ihrer Fahrzeuge verloren hatte. Mindestens sechs weitere Bataillone mussten nach Ende der Operation wieder vollkommen neu aufgebaut werden. Die Marines, Fallschirmjäger und die 1. Division hatten etwa ein Drittel ihrer Mannschaftsstärke in Laos verloren, die drei Ranger-Bataillone und die 1. gepanzerte Brigade mehr als die Hälfte. Dies waren gewiss nicht die Zahlen einer siegreichen Armee.
Präsident Nixon zufolge soll die NVA 3754 Handfeuerwaffen, 1123 MG-, Flugabwehr- und Artilleriegeschütze, 110 Panzer und 13.630 Tonnen Munition verloren haben, die Zahlen, die die ARVN präsentierten, waren noch viel höher. Diese Angaben waren aber alle höchst ungenau, einige im Nachhinein bewusst übertrieben worden. So ist z. B. stets von 110 zerstörten feindlichen Panzern die Rede gewesen, obwohl die Amerikaner in Wirklichkeit nur 88 zählen konnten. Besonders große Kontroversen gab es über die Angaben der getöteten NVA-Soldaten. So sprach die ARVN nach Ende der Operation von 13.345 Toten und das XXIV. Corps von mehr als 14.000, später war sogar von 19.000 Toten die Rede. Neue Forschungen zeigten jedoch, dass die tatsächlichen Zahlen wesentlich geringer waren. Die NVA hatte in Wirklichkeit 2163 Gefallene und 6176 Verwundete zu beklagen.
Die Verluste der ARVN jedoch sind nach wie vor nicht genau bekannt. Erst war von 1147 Toten, 246 Vermissten und 4237 Verletzten die Rede, später berichtete ein General von 1529 Gefallenen und 5483 Verletzten. Doch schon damals wurden diese Berichte angezweifelt. Es ist jedoch bekannt, dass die ARVN insgesamt 2500 Handfeuerwaffen, 96 Artilleriegeschütze, etwa 400 MG-Geschütze, 71 Panzer, weit mehr als 100 Fahrzeuge und 1517 Funkgeräte verlor. Hanoi wiederum sprach von 16.400 verwundeten, gefallenen und gefangenen ARVN-Soldaten und 200 toten Amerikanern. Oftmals hatten auch sie Zahlen veröffentlicht, die nicht der Realität entsprachen. Dieses Mal jedoch ist es sehr schwer, sie zu widerlegen. Thiệu hatte alles getan, um eine realistische Schätzung der Verluste zu verhindern. Die amerikanischen Nachrichtenblätter Time und Newsweek sowie andere Zeitungen, deren Berichte nicht Thiệus Version der Dinge entsprachen, wurden verboten. Die schwer angeschlagenen Marineinfanterie- und Luftlandetruppen der ARVN verblieben im Norden des Landes, anstatt in ihre Basen bei Saigon zurückzukehren. Damit sollte verhindert werden, dass ihre markerschütternden Berichte in die Öffentlichkeit gelangten. Tatsächlich handelt es sich bei den nordvietnamesischen Berichten von etwa 5500 Toten, 10.000 Verwundeten und fast 1000 Gefangenen um durchaus realistische und nicht zu widerlegende Zahlen.
Von großer Bedeutung war auch der Verlust einiger erfahrener Offiziere. Die ARVN war Anfang der 1970er Jahre eine Armee, der es zunehmend an professionellen Führern mangelte. So wurden im Jahr 1970 beispielsweise 60 % alle Bataillone von Hauptleuten kommandiert, die eigentlich nur Kompanien von max. 150 Mann kommandieren dürften. Auch bei den höheren Rängen sah es nicht viel besser aus. Neben den Kriegshelden Oberstleutnant Hue Ngoc Tran, Oberst Nguyen Van Tho und General Đỗ Cao Trí wurden noch einige andere kampferprobte Offiziere getötet oder gefangen genommen, während General Lãm seinen Posten selbst nach dieser Niederlage behielt. Den Verlust dieser Männer konnte die ARVN nicht ausgleichen; er sollte sich in kommenden Schlachten als großer Nachteil erweisen.

### Die Amerikaner

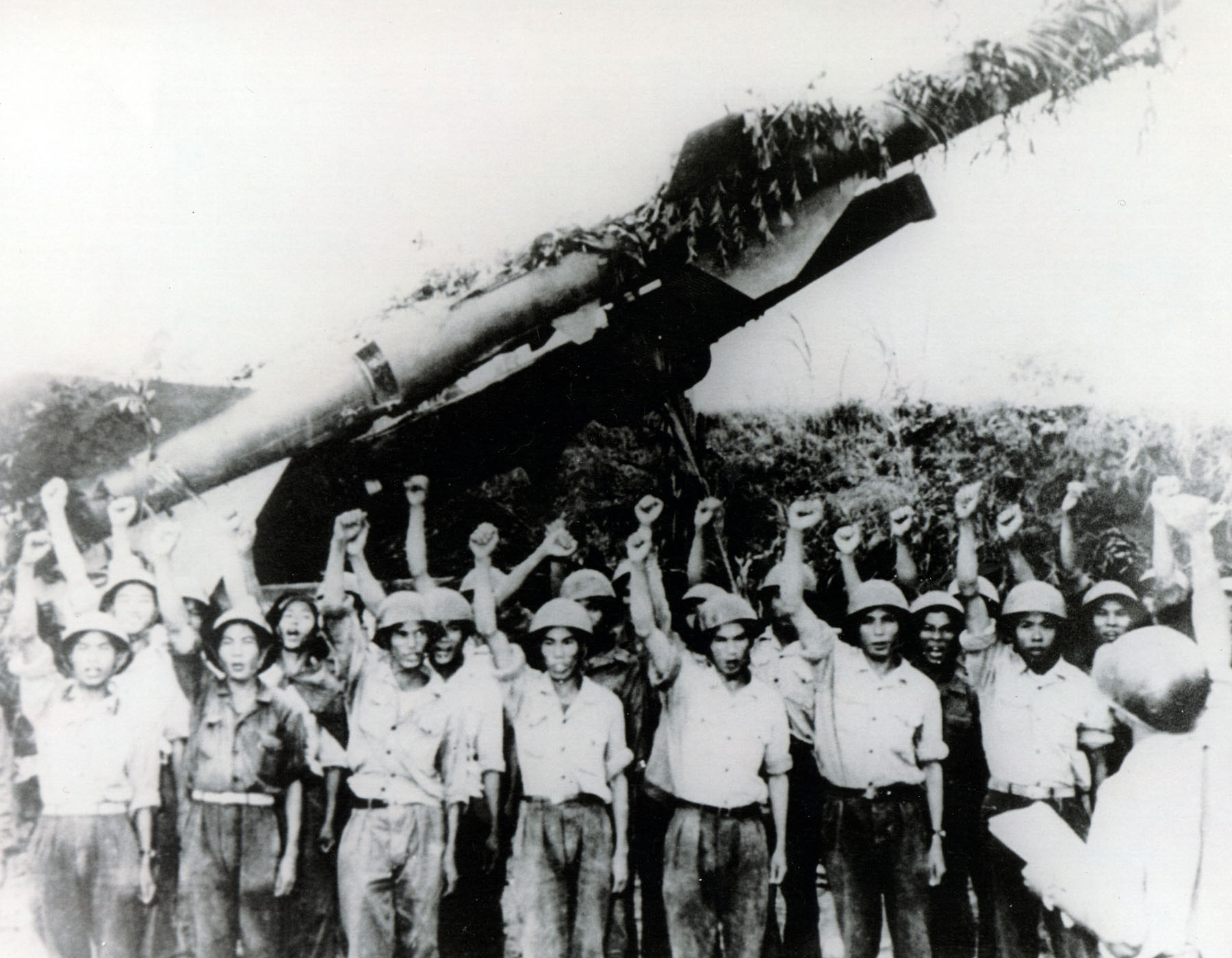
Während Operation Lam Son 719 setzte die NVA unter anderem SAM-Raketen ein

Auch wenn man eigentlich meinen würde, die amerikanischen Zahlen müssten ziemlich genau sein, so entspricht auch dies nicht der vollen Wahrheit. Die Anzahl der Toten und Verwundeten ist bekannt, 253 Tote und Vermisste sowie 1149 Verwundete mussten die Amerikaner beklagen. Doch die offizielle Anzahl der verlorenen Helikopter wurde im Nachhinein beschönigt.
Die Amerikaner begegneten in Laos einer Flugabwehr, wie sie sie noch niemals zuvor gesehen hatten. Die Art der Kriegsführung hatte sich vollkommen verändert, ein Helikopterpilot berichtete: „Wir kämpfen einen konventionellen Krieg da draußen, Hubschrauber … sind nicht dafür gebaut um gegen solche Verteidigungen anzukommen.“ Die NVA verfügte über ein breites Spektrum von Flugabwehrkanonen in Laos, beobachtet wurden 12,7-mm-, 23-mm-, 37-mm- und 57-mm-Geschütze und sogar Boden-Luft-Raketen (SAM). Das 12,7-mm-Maschinengewehr erwies sich jedoch als am effektivsten. MG-Stellungen mit sich überschneidendem Schussfeld waren stets höchstens einen Kilometer von jeder potentiellen Landezone entfernt. Helikopterpilot Major Burt berichtete: „Ich fliege bereits seit 6 Monaten, bekam meinen ersten Treffer gestern und seitdem habe ich 13 bekommen. Wir hatten eine 100-prozentige Trefferquote, 7 von 7 Hubschraubern wurden getroffen.“ In Vietnam haben die Befreiungskämpfer feindliche Maschinen meistens vorbeifliegen lassen, um nicht ihre Position zu verraten. In Laos jedoch schossen sie auf praktisch jedes Ziel. Das schlechte Wetter schränkte außerdem die Manövrierfähigkeit der Hubschrauber zunehmend ein. Neben dem MG-Feuer war auch der Mörserbeschuss während der Landung ein ständiges Problem, dem viele Maschinen zum Opfer fielen.
Die hohen Verluste an Hubschraubern schockierten viele Amerikaner und führten zu einer Infragestellung der grundlegenden Doktrin der Luftunterstützung. Nach Angaben des XXIV. Corps wurden 108 Hubschrauber zerstört und 618 beschädigt. Diese Zahlen sind aber eher irreführend. Hubschrauber galten nicht als zerstört, wenn man sie bergen konnte und als beschädigt galten Maschinen, von denen nur ein kleiner Teil geborgen werden konnte. So sagte einst ein amerikanischer Oberst der Aufklärungstruppen: „Wenn sie die Hecknummer aus dem Wrack bergen und an einen neuen Hubschrauber kleben konnten, würden sie niemals zugeben dass die Maschine verloren ging.“ Daher sind die offiziellen Zahlen noch eine Untertreibung, der Anteil der „beschädigten“ Hubschrauber, die in Wirklichkeit zerstört wurden, war wesentlich höher als angegeben.

### Straße-9-Südlaos-Sieg
Für die nordvietnamesische Seite war der „Straße-9-Südlaos-Sieg“ ein durchschlagender Erfolg. Es war ihnen gelungen, einige der besten Einheiten, die der Feind aufbieten konnte, zu dezimieren und aus Laos hinauszuwerfen. Sicher hat auch die Volksarmee einige schwere Verluste erlitten. Doch diese wogen bei weitem nicht so schwer, wie die der ARVN. Diese konnte keines ihrer Ziele erreichen, die Invasion hatte keinen dauerhaften Erfolg gebracht. Zwar wurde der Verkehr auf dem Ho-Chi-Minh-Pfad kurzfristig unterbrochen, doch Aufklärungsfotos zeigten nur eine Woche später einen großen Anstieg der Transporte entlang des Pfades. Auch die Offensivkraft der NVA wurde nur unwesentlich verringert, im Gegenzug aber die Verteidigungskapazitäten der ARVN stark in Mitleidenschaft gezogen. Die Luftverteidigung wurde im Anschluss an die Operation massiv verstärkt, von 600 bis 700 Geschützen auf über 1500 einige Monate später. Der von Operation Lam Son 719 angestrebte Effekt bewirkte das Gegenteil. Nach dem Abzug der ARVN und der Einstellung der Bombardierungen war der nordvietnamesischen Agitation Tür und Tor geöffnet.

## Weblink
- Propagandafilm: Wiederaufbau eines zerstörten Dorfes (US Department of Defense, 1967)